# 道安站 (忠清北道)
道安站（：／ Doan yeok */?）是位于韩国忠清北道曾坪郡道安面的一个车站，属于忠北线。

## 历史
- 1960年12月25日 - 落成使用。

## 相鄰車站
韓國鐵道公社
忠北線
曾坪－道安－甫川